# Guran (Haute-Garonne)
Guran település Franciaországban, Haute-Garonne megyében. Lakosainak száma 58 fő (2022. január 1.). Guran Sost, Bachos, Baren, Burgalays és Lège községekkel határos.

## Népesség
A település népességének változása:
| Lakosok száma | 65   | 41   | 30   | 56   | 48   | 45   | 44   | 44   | 49   | 58   |
|               | 1968 | 1982 | 1990 | 2006 | 2013 | 2015 | 2017 | 2019 | 2020 | 2022 |